# Nizina Wołoska
Nizina Wołoska (561; t. Nizina Rumuńska; rum. Câmpia Română) – nizina w południowej Rumunii, pomiędzy Karpatami Południowymi a Dunajem.
Nizina Wołoska leży w klimacie umiarkowanym ciepłym z odmianą kontynentalną. Średnie temperatury wynoszą od 20 do 23 ºC latem i od −2 do −4 ºC zimą. Roczna suma opadów to około 500 mm. Główną rzeką jest Dunaj, a jego największymi dopływami na terenie niziny są Aluta, Ardżesz, Jiu i Jałomica. Głównym ośrodkiem miejskim regionu jest Bukareszt.
Roślinność naturalna jest zróżnicowana. Bagna na wschodzie porastają lasy łęgowe oraz zarośla z trzcinami i sitowiem. W środkowej części i na zachodzie teren jest mocno przekształcony przez człowieka – intensywnie wykorzystywany rolniczo (ze względu na żyzne gleby – czarnoziemy). Głównymi uprawami są jęczmień, pszenica, kukurydza i słoneczniki.